# Teodorico de Orca
Teodorico de Orca (en francés: Thierry d'Orgue o Their d'Orguenes, latín: Theodoricus de Orca; antes de 1174 - 1207) fue por matrimonio Señor de Arsuf en el Reino de Jerusalén.
Teodorico fue probablemente un caballero francés que llegó con la Tercera Cruzada en 1190 a Tierra Santa. Su origen se desconoce.
Estaba entre el séquito del conde Enrique II de Champaña, que ascendió  como Rey de Jerusalén en 1192. Esto le permitió casarse con Melisenda, la heredera del Señorío de Arsuf.
Con Melisenda tuvo siete hijas, quienes murieron antes que él. Así murió sin dejar herederos en 1207. Después de su muerte, su viuda se casó con Juan de Ibelín, el «viejo Señor de Beirut».